# چان ییو لون
چان ییو لون (انگلیسی: Chan Yiu Lun؛ زادهٔ ۲۰ ژوئیهٔ ۱۹۸۲) بازیکن فوتبال اهل هنگ کنگ بود.
از باشگاه‌هایی که در آن بازی کرده است می‌توان به باشگاه ورزشی کیتچی و باشگاه فوتبال هنگ کنگ رنجرز اشاره کرد.
وی همچنین در تیم ملی فوتبال هنگ کنگ بازی کرده است.